# Ordonho Álvares
Ordonho Álvares (ou Ordonho Álvares das Astúrias ou Ordoño Álvarez de las Asturias; Portugal, 1198 – Roma, 21 de Dezembro de 1285), religioso português e asturiano, foi nomeado bispo de Salamanca em 1272 até 1281, tendo mais tarde tornado-se Arcebispo de Braga em substituição de D. Pedro Julião, após a elevação deste último ao cardinalato.
Foi feito deão do Colégio dos Cardeais, posição que ocupou até à morte.

## Biografia

### Origens familiares
Nascido em Portugal, Ordonho Álvares foi membro da Casa de Noreña, também chamada Casa de Nava, uma das mais nobres e antigas das Astúrias, descendente dos infantes  Ordonho Ramirez e Cristina Bermudes. Seu pai foi Álvar Dias das Astúrias, filho de Ordonho Alvares das Astúrias,  importante personagem durante o reinado do rei Afonso IX de Leão.  Foi a partir do avô homónimo do cardeal Ordonho que esta linhagem tornou-se conhecida fora das Astúrias como os Álvares das Astúrias.
Álvar casou com Teresa Peres Girão,  filha dos nobres Pedro Rodrigues Girão, filho de Rodrigo Guterres Girão, e de sua esposa Sancha Peres de Lumiares, filha de Pedro Afonso Viegas, tenente de Neiva (1187) e de Trancoso (1184), e de Urraca Afonso de Portugal, filha ilegítima do rei Afonso Henriques. Um dos irmãos de Ordonho foi Pedro Álvares das Astúrias, o pai de Rodrigo Álvares das Astúrias, conde de Noreña e tutor do rei Henrique II de Castela a quem fez o seu herdeiro universal.

### Carreira eclesiástica
Foi abade na Abadía de Santa Maria de Husillos em Palencia desde 1 de julho de 1273 quando foi nomeado pelo Papa Gregório X até 13 de julho de 1281. Como abade de Husillos, frequentou o Segundo Concílio de Lyon em 1274.
Eleito arcebispo de Braga, em 23 de maio de 1275, embora o capítulo da catedral já tivesse eleito um outro candidato, ocupou a Sé até sua promoção ao cardinalato.
Foi criado cardeal-bispo de Frascati no único consistório do Papa Nicolau III, em 12 de Março de 1278, sendo nomeado Decano do Colégio Cardinalício na mesma data. Subscrito as bulas papais emitidas entre 3 de Fevereiro e 28 de Junho de 1279 e de 17 a 24 de Setembro de 1285.
Ele ajudou os cruzados na Terra Santa. Contribuiu para a condenação por heresia da seita dos "Flagelantes", que afirmavam que o batismo tinha de ser de sangue, não de água, batendo as costas nuas a sangrar.
Faleceu em Roma em 1285, no exercício das suas funções, tendo sido sepultado no claustro da Catedral Velha de Salamanca.

## Conclaves
- Eleição papal de 1280-1281 – participou como deão da eleição do Papa Martinho IV
- Eleição papal de 1285 – participou como deão da eleição do Papa Honório IV